# Han Fei Zi
Han Fei (chinois simplifié : 韩非 ; chinois traditionnel : 韓非 ; pinyin : hán fēi), parfois également appelé Han Fei Zi (韓非子, hán fēi zǐ) ou Han Zi (韓子, hán zǐ), philosophe et penseur politique chinois (mort en 233 av. J.-C.) du courant légiste, ayant vécu à la fin de la période des Royaumes combattants dans l'État de Han.
Selon lui, l'ordre et la prospérité ne peuvent être apportés que par un État fort, qui repose sur des lois très strictes et non sur la morale et la compréhension, contrairement au confucianisme. Sa pensée inspira la politique autoritaire de Qin Shi Huangdi, le « Premier Empereur de Chine ».
Si une grande partie de son œuvre nous est parvenue, sous le nom éponyme de Han Fei Zi, sa vie n'est connue, comme celle de la plupart de ses contemporains, que par des annales historiques postérieures à son décès, notamment le Shiji (史記 « les Mémoires historiques ») de Sima Qian (Ier siècle av. J.-C.).

## Vie
À la différence de la plupart de ses contemporains, lettrés aux origines modestes vivants de la générosité des puissants, Han Fei Zi était un prince, apparenté, comme l'indique son nom, à la famille royale de l'État de Han, petit royaume limitrophe du puissant État de Qin.
Malgré sa condition aristocratique, Han Fei ne semble pas avoir été un homme d'action, et son bégaiement l'empêche de poursuivre une carrière politique. Il se tourne donc vers la philosophie et les lettres, disciplines dans lesquelles il excelle.
Jeune, vers -250, il eut pour maître, au royaume de Chu, le célèbre Xun Zi, maître confucianiste et membre éminent de l'Académie Jixia. Son condisciple est alors un jeune fonctionnaire du Chu, Li Si, qui allait devenir son rival, et le principal ministre de la dynastie impériale de Qin.
De retour au royaume de Han, il écrit de nombreux traités de philosophie politique, sur la façon de gouverner, les stratégies à utiliser pour affermir l'autorité du souverain, ou encore les principaux « parasites » de la cour. Ses critiques répétées du système et des usages politiques ne lui permirent jamais d'avoir un poste officiel. Son essai Frustrations d'un solitaire traduit son sentiment à l'égard des flagorneurs de la cour, alors que De la Difficulté de conseiller, un texte que ses ennemis allaient plus tard utiliser contre lui, fut écrit en réaction à ses tentatives pour avoir l'oreille du roi de Han, comme une mise en garde.
Han Fei Zi était un écrivain aussi brillant que prolifique, et la circulation de ses textes finit par le faire connaître hors des frontières du Han. Lorsque le roi Ying Zheng de Qin, qui allait devenir Qin Shi Huangdi, le Premier Empereur, les lut, il en fut admiratif. Il voulut rencontrer l'homme qui en était l'auteur. À cette époque, vers -234, le plus proche conseiller du roi de Qin n'était autre que Li Si, qui identifia les mots de son ancien condisciple. Li Si menait la politique agressive voulue par le roi, qui souhaitait l'unification des Royaumes combattants sous la bannière du Qin, et dont la première étape passait par l'invasion et l'annexion pure et simple du royaume de Han, qui était déjà son vassal.
Face à la menace, et ayant peut-être eu vent du désir du roi Ying Zheng, le roi de Han envoya en -234 son parent Han Fei à Xianyang, capitale de Qin, afin de se servir du crédit dont il disposait auprès du jeune Ying Zheng et de plaider la cause de son état.

## Séjour au Qin et mort
Han Fei s'aquitta de sa tâche avec son talent habituel, et Comment préserver Han, la version écrite de sa plaidoirie, démontre toute l'imagination et l'extraordinaire ingéniosité du lettré. Par le but même de sa mission, il s'opposait directement à Li Si, fervent partisan de l'unification des royaumes, et artisan de l'annexion prochaine du Han.
Han Fei s'attira d'abord les faveurs du roi, dont la politique s'inspirait de ses travaux, où son influence alla croissant. Mais isolé, il eut, selon le Shiji, des querelles avec un ministre du Qin du nom de Yaojia, auquel il reprocha son origine modeste et son passé douteux. Mais Yaojia se défendit, reprenant ses arguments de l'essai De la Difficulté de conseiller. Cette réponse audacieuse discrédita Han Fei et Li Si n'hésita pas à saisir cette occasion d'abattre son adversaire.
Toujours selon le Shiji, le ministre évoqua le sort de son invité avec le roi de Qin. Principal rival de Han Fei dont il enviait l'intelligence, il persuada le souverain qu'il ne pourrait ni renvoyer Han Fei au Han (où sa compétence supérieure constituerait une menace pour le Qin), ni l'employer pour ses projets (car sa loyauté ne serait pas acquise au Qin). Finalement, Han Fei fut emprisonné. Il tenta de se défendre, mais Li Si fit en sorte qu'il ne put obtenir d'audience. Ce dernier lui rendit alors visite et le convainquit de mourir dignement, lui procurant du poison.
Han Fei Zi se suicida durant l'année -233. Lorsque le roi de Qin changea d'avis, il était trop tard.
À sa mort, Han Fei était encore un homme jeune, mais disposait déjà d'une réputation fermement établie, en raison de ses travaux brillants. Il continua à être considéré parmi les plus grands philosophes de Chine. Près de 55 de ses travaux lui survécurent, et furent collectés dans le Han Feizi.

## Pensée et œuvre
Han Fei reprend de son maître, le confucianiste Xun Zi (environ 310 – 230 av. J.-C.), ses théories réalistes, basées sur l'idée que l'homme est foncièrement égoïste, mais les développe encore à l'extrême, jusqu'à un légisme « dur ». Il ne partage pas son optimisme et ne pense pas qu'il peut s'améliorer par l'éducation, ni que l'intérêt particulier d'un individu puisse jamais s'accorder avec l'intérêt général. Il s'agit plutôt, d'une part, d'empêcher le sujet de commettre des actions contrevenant aux intérêts de l'État et du souverain en appliquant des lois aussi infaillibles et inévitables que la loi naturelle ; et d'autre part, de l'inciter à obéir et à se soumettre à l'autorité du Fils du Ciel par l'octroi tout aussi infaillible et automatique de récompenses en proportion, non des mérites, mais de l'obéissance.
Han Fei appelle ces deux principes essentiels de châtiment et de récompense « les Deux Manipules ».
Han Fei s'inspire ici de la nature, tout comme les taoïstes. Les préceptes taoïstes sont à la base de la doctrine légiste qui professe qu'un souverain exemplaire doit gouverner de façon qu'il ne lui soit même plus nécessaire de sanctionner. En effet, comme la doctrine taoïste incite le pratiquant de la Voie à pratiquer le non-agir, c'est-à-dire l'action dans l'inaction, gouverner conformément au Tao implique de ne pas accomplir d'acte au sens positif du terme. Le prince devra se retirer du monde tel le sage taoïste, se dérober aux regards pour préserver tout le mystère qui doit entourer la source du pouvoir, pratiquer le non-agir comme efficacité absolue.
L'objectif poursuivi dans cette optique par le souverain n'est pas que ses sujets aient peur des châtiments qu'ils encourent, ni qu'ils poursuivent les récompenses avec avidité. Son but est simplement que le caractère automatique et inévitable des récompenses et sanctions prévues par les lois qu'il a édictées modèlent, de fait, le comportement de ses sujets en multipliant les conséquences néfastes de toute désobéissance au niveau individuel, et en augmentant les bénéfices individuels liés à l'obéissance aux lois.
Han Fei Zi est le seul légiste qui, en plus d’une recherche de pratiques pour le maniement du pouvoir à l’usage des souverains, recherche un fondement philosophique en présentant la notion de loi en termes de Dao, la loi étant un des rouages de l’ordre de l’univers.